# SpaceLoft
SpaceLoft ist der Name einer Höhenforschungsrakete, die von der Firma UP Aerospace entwickelt und gebaut wird. Sie wird in zwei Variationen hergestellt: SpaceLoft und SpaceLoft XL.

## SpaceLoft
Die einstufige Rakete hat einen Durchmesser von 22 Zentimetern und eine Länge von 4,9 Metern. Sie kann eine Masse von neun Kilogramm auf eine suborbitale Flugbahn in eine Höhe von 129 Kilometern bringen.

## SpaceLoft XL
Die einstufige Rakete hat einen Durchmesser von 25 Zentimetern und eine Länge von 6,1 Metern. Sie kann eine Masse von 50 Kilogramm auf eine suborbitale Flugbahn in eine Höhe von 225 Kilometern bringen. Die Rakete benötigt 90 Sekunden, um die Kármán-Linie (den definierten Beginn des Weltraums) zu erreichen.

## Flüge

### 1. Start, 25. September 2006, SpaceLoft XL, Fehlschlag
Der Erstflug fand am 25. September 2006 vom Spaceport America in Upham (New Mexico) statt, jedoch scheiterte der Versuch, als die Rakete in etwa zwölf Kilometer Höhe vom Kurs abwich. Als Nutzlast waren mehrere Dutzend Anordnungen an Bord, meistens wissenschaftliche Experimente von Schülern einer High School und eines College. Weiter waren Experimente folgender Universitäten an Bord: University of Colorado at Boulder, Brown University (in Kooperation mit der Firma AeroAstro, Inc.), University of Hartford, Central Connecticut State University und die New Mexico State University. Die Aufenthaltsdauer im Weltraum auf einer suborbitalen Bahn beträgt ungefähr fünf Minuten, insgesamt sollte der Flug 13 Minuten dauern.

### 2. Start, 28. April 2007, SpaceLoft XL, Erfolg
Der zweite Flug fand am 28. April 2007 statt. Kunde war u. a. die Firma Space Services Inc., welche die Asche des US-Schauspielers James Doohan (alias „Scotty“ aus der Serie Star Trek) in den Weltraum und anschließend an einem Fallschirm wieder zur Erdoberfläche transportieren ließ. An Bord waren auch Experimente von Schulen und Universitäten.

### 3. Start, 19. Dezember 2007, SpaceLoft?, Erfolg
Der dritte Flug fand am 19. Dezember 2007 statt. Dabei handelte es sich um einen Testabschuss, der vorher nicht angekündigt worden war. Der Kunde war ein Unternehmen, das nicht genannt werden möchte und das mit dem Flug den Auftrag für den Test neuer Technologien gegeben hat. Planmäßig erreichte er eine Höhe von 820 (sic!) Metern.

### 4. Start, 2. Mai 2010, Erfolg
Der vierte Start, Mission SL-4 fand am 5. Mai 2010 statt. An Bord befanden sich Experimente von Studenten.

### 5. Start, 5. April 2012, Erfolg
Der fünfte Start, Mission SL-5 fand am 5. April 2012 statt. Auf dem 13,5-minütigen Flug ins All und zurück wurde eine Höhe von 73,5 Meilen (ca. 118,3 km) erreicht.

### 6. Start, 5. April 2012, Erfolg
Der sechste Start, Mission SL-6 fand am 5. April 2012 statt. Das Fahrzeug erreichte eine Höhe von 385.640 Fuß (ca. 117,5 km) und kehrte erfolgreich aus dem Weltraum zurück und landete auf der White Sands Missile Range. SpaceLoft-6 trug Nutzlasten für das Verteidigungsministerium (ORS) sowie die erste ins All geflogene Nutzlast für das Flight Opportunities Program der NASA.

### 7. Start, 21. Juni 2013, Erfolg
Der siebte Start, Mission SL-7 fand am 21. Juni 2013 statt. Die SpaceLoft-Rakete hob um 7:57 Uhr (MESZ) zu einer suborbitalen Mission mit sieben Nutzlasten für das Flight Opportunities Program der NASA ab. Darüber hinaus flog das New Mexico Space Grant Consortium Bildungsexperimente für Studenten von der High School bis zur Universität. Ebenfalls an Bord waren die Celestis Memorial Spaceflight Capsules, die einen symbolischen Teil der kremierten Überreste von 36 Personen auf eine letzte Mission ins All brachten. Die Durchführung dieser Mission ist Teil des Vertrags, den die NASA 2011 an UP Aerospace vergeben hat, um der NASA kostengünstige kommerzielle Startdienste anzubieten. Diese Mission ist der erste vollständig manifestierte Weltraumflug für das Flight Opportunities Program der NASA.